# Appeltheater

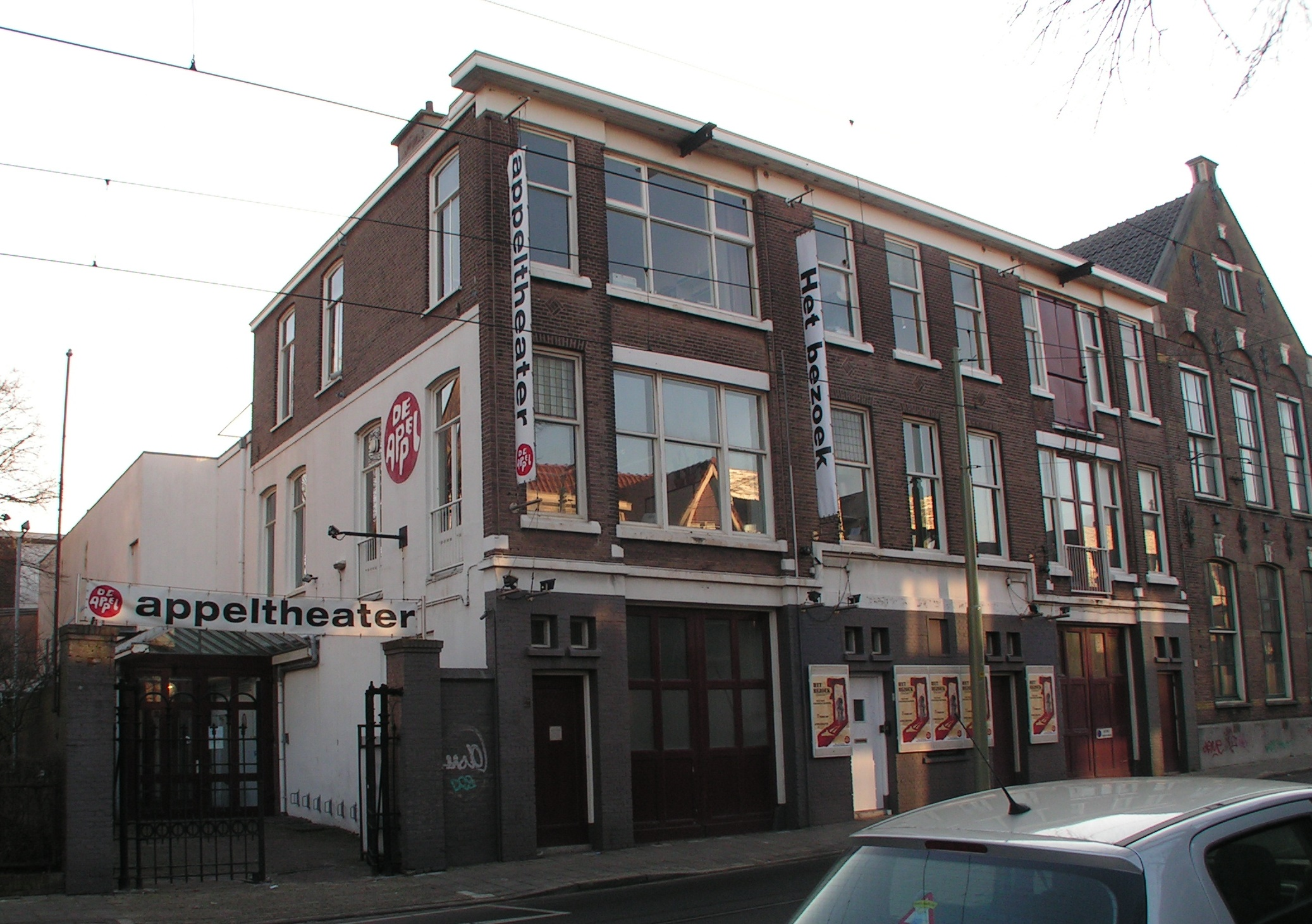
Het Appeltheater

Het Appeltheater aan de Duinstraat in Scheveningen is een theater voor toneelvoorstellingen dat van 1978 tot 2016 in gebruik is geweest bij Toneelgroep De Appel.

## Geschiedenis
Het gebouw was oorspronkelijk een manege van de Haagse paardentram. Het gebouw stond lang leeg voordat het in 1978 werd gekraakt door medewerkers van Toneelgroep De Appel, die uit hun thuistheater, het Theater aan de Haven, waren gegroeid. Het monumentale 19e-eeuwse pand werd het eerste gelijkvloerse theater in Nederland dat volledig naar de wensen van de theatermakers kon worden ingericht c.q. verbouwd. Een dergelijk theatertype werd al gauw zwarte doos genoemd en het principe werd later veelvuldig gekopieerd.
Toen het gebouw halverwege de jaren 80 van de 20e eeuw eigendom werd van het gezelschap, was ook dat een unicum: voor het eerst bezat een Nederlandse toneelgroep een eigen theater. Door het gebouw voor tal van spraakmakende voorstellingen bij tijd en wijle vol zand te storten, uit te breken en zelfs onder water te zetten, bewees De Appel de kracht van dat concept. In 2016 hield de toneelgroep op te bestaan, zodat het theater niet meer in gebruik is.
Naast de grote zaal beschikt het Appeltheater over twee kleinere zalen waar regelmatig kleinschalige(r) voorstellingen werden gespeeld.